# 裴侠
裴 侠（はい きょう、生年不詳 - 559年）は、北魏から北周にかけての官僚・軍人。もとの名は協。字は嵩和。本貫は河東郡解県。

## 経歴
裴協は北魏の昌楽王府司馬・西河郡太守の裴欣の子として生まれた。幼くして聡明で、普通の子どもとは違っていた。
13歳のときに父が死去すると、裴協は成人のように喪に服して哀毀した。州に主簿として召され、秀才に挙げられた。
正光年間、出仕して奉朝請となった。しばらくして員外散騎侍郎・義陽郡太守に転じた。
529年（永安2年）、元顥が洛陽に入ると、裴協は元顥を捕らえて、その赦状を焼き捨てた。北魏の孝荘帝にこのことを賞賛され、軽車将軍・東郡太守に任じられ、防城別将をつとめた。北魏の孝武帝が高歓と険悪となり、河南の兵を召し出して高歓に備えると、裴協は部下を率いて洛陽に赴いた。建威将軍の号を受け、左中郎将に任じられた。
534年（永熙3年）、孝武帝が西遷したとき、裴協は妻子を東郡に残して、帝の入関に従った。清河県伯の爵位を受け、丞相府士曹参軍に任じられた。
537年（大統3年）、裴協は郷里の兵を率いて従軍し、沙苑の戦いに参加して、先鋒として敵陣を落とした。宇文泰にその勇気と決断力を賞賛され、「仁者は必ず勇有り」として、協の名を侠と改めた。功績により爵位を侯に進め、行台郎中に任じられた。王思政が玉壁に駐屯すると、裴侠はその下で長史となった。東魏の高歓が親書をもって王思政を招いた。王思政が裴侠に命じて返書の草稿を作らせると、裴侠の文辞は壮烈なものであった。宇文泰はこれを褒めて、「魯仲連であっても文辞を加えることはないであろう」と評した。 
裴侠は河北郡太守に任じられた。郡において裴侠は倹約につとめ、漁猟夫30人を太守に供出していた役務を廃止した。その統治は民衆に慕われ、朝野を感服させて、独立使君と号された。
543年（大統9年）、入朝して大行台郎中となった。数年後、郢州刺史として出向し、儀同三司の位を加えられた。ほどなく拓州刺史に転じ、召還されて雍州別駕に任じられた。557年、北周が建国されると、裴侠は司邑下大夫に任じられ、驃騎大将軍・開府儀同三司の位を加えられて、爵位を公に進めた。民部中大夫に転じ、物資を横領して隠匿していた姦吏を摘発した。工部中大夫に転じ、大司空の金銭や物資を監督していた李貴に裏金の隠匿を自白させた。
ときに裴侠が病床についたため、宇文貴や申徽らが見舞いに赴いたところ、裴侠の邸は古くなっており、裴侠自身も清貧な生活をしていた。宇文貴らが明帝に報告すると、明帝は裴侠のために邸宅を与え、あわせて良田10頃を賜った。559年（武成元年）、裴侠は在官のまま死去した。太子少師・蒲州刺史の位を追贈された。諡は貞といった。河北郡前功曹の張回らが裴侠の遺徳を紀念して頌を作った。

## 子女
- 裴祥（成都県令・長安県令・司倉下大夫、裴侠の死後まもなく死去した）
- 裴粛（給事中士、御正大夫、胡原県子）

## 伝記資料
- 『周書』巻35 列伝第27
- 『北史』巻38 列伝第26